# Ostmark (Austria)

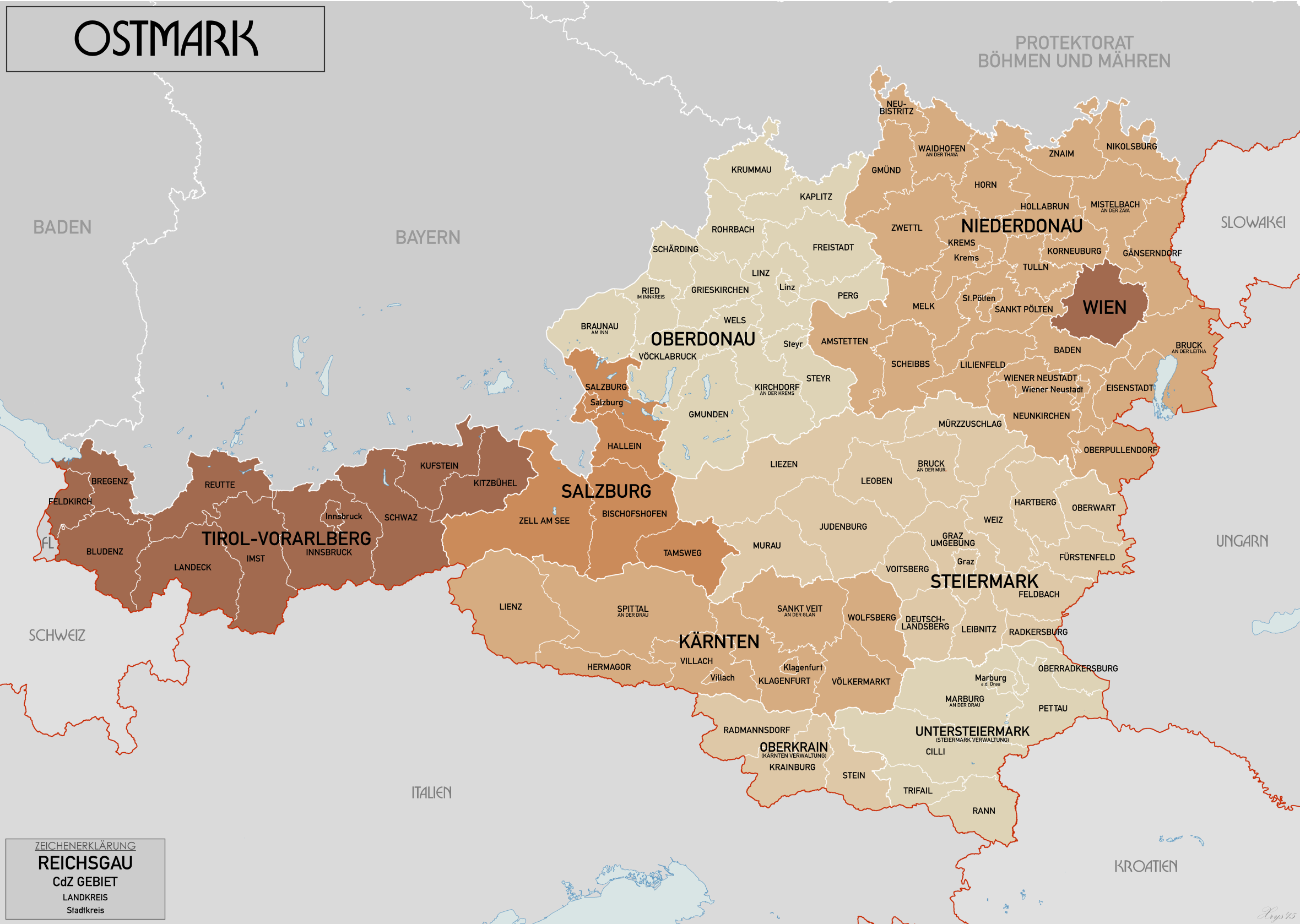
Suddivisione amministrativa dell'Austria in Gau; la ripartizione territoriale risulta leggermente semplificata rispetto a quella originaria, ripristinata dopo la guerra.

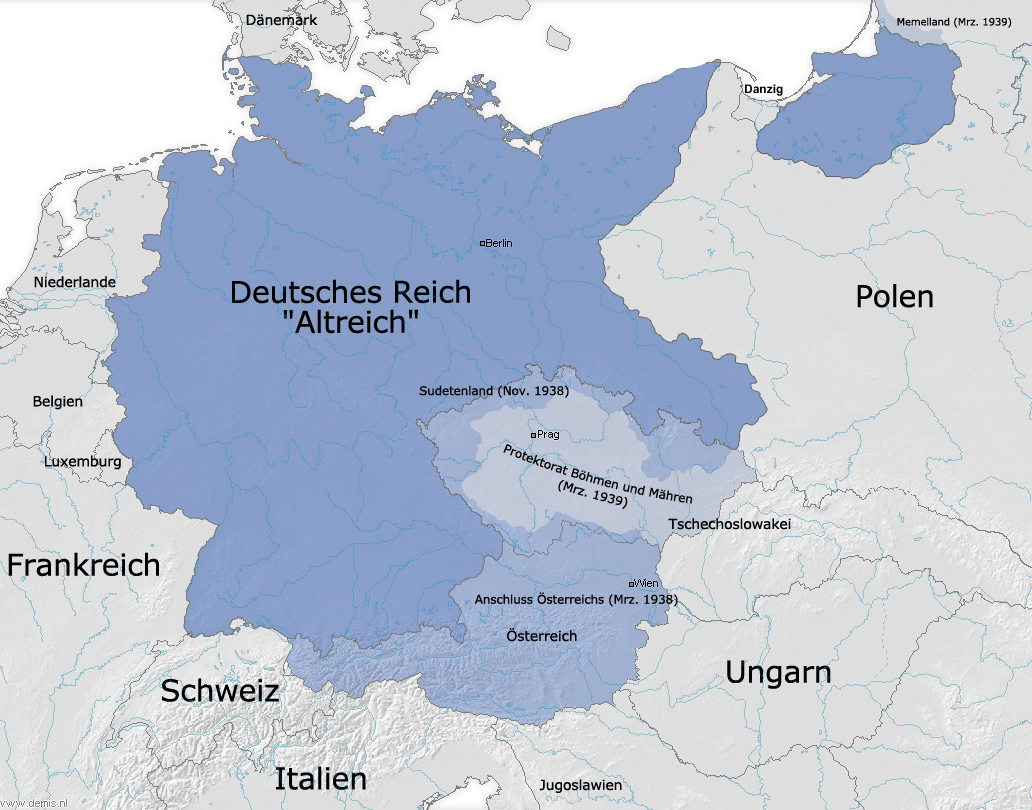
In celeste a sud, i territori austriaci annessi dalla Germania (Ostmark). In blu: la denominazione Altreich (letteralmente: vecchio Reich) indica il territorio tedesco prima dell'annessione dell'Austria e dei Sudeti.

Ostmark ("Marca Orientale") era il nome comunemente usato in tedesco per indicare l'Austria dopo l'Anschluss, l'annessione alla Germania nazista del 1938, ad opera di Adolf Hitler. Al tempo, infatti, il nome Österreich ("impero orientale"; da cui "Austria") era vietato, perché non si poteva mettere in discussione l'autorità tedesca-nazista sul territorio fino ad allora austriaco.

## Storia
La Ostmark nazista non era più suddivisa in Länder, ossia gli stati federali della vecchia Austria; valeva infatti, a partire dal 1938, l'unità amministrativa nazista, il Reichsgau. A differenza di un Land, un Reichsgau era un'istituzione povera di autonomia, come era del resto naturale in uno stato centralista come il Terzo Reich. Inoltre, un Gau non era nient'altro che l'ambito territoriale di una sezione regionale del Partito nazista e come tale era diretto dal caposezione locale dell'NSDAP.
A causa dell'abolizione del termine "Austria", le regioni Austria Superiore e Inferiore (in tedesco: Ober- und Niederösterreich) dovettero cambiare nome, diventando rispettivamente Oberdonau e Niederdonau ("Danubio superiore" e "Danubio inferiore"). Questi due ambiti geografici vennero peraltro estesi, finendo per inglobare alcuni territori cecoslovacchi germanofoni di confine ceduti alla Germania nel 1938 dopo la Conferenza di Monaco: la parte meridionale del Sudetenland.
L'ambito amministrativo del piccolo Vorarlberg venne abolito, venendo ad entrare nel Reichsgau del Tirolo-Vorarlberg, il quale a sua volta cedeva il distretto di Lienz, ossia il Tirolo Orientale, alla Carinzia. Venne abolito anche il Burgenland, un altro Land di piccole dimensioni.
Durante la seconda guerra mondiale, la Slovenia (ad eccezione delle zone allora già in territorio italiano) venne sottratta alla Jugoslavia e suddivisa tra Terzo Reich, Ungheria e Italia: i territori conquistati dai tedeschi furono inglobati ai Reichsgau "austriaci" di Carinzia e di Stiria, mentre al confine in Italia si fondava l'adiacente Provincia di Lubiana (cfr. prima cartina).
Nel 1942 il nome di Ostmark venne sostituito dalla dicitura Alpen- und Donau-Reichsgaue. La storia di questa denominazione terminò comunque alla fine della seconda guerra mondiale, nel 1945, quando l'Austria venne occupata dagli alleati, per essere successivamente ricostituita nei confini prebellici.